# Wormwood: Curious Stories from the Bible
Pour les articles homonymes, voir Wormwood.
 (mai 2018).
Albums de The Residents
Have a Bad Day
(1996) Demons Dance Alone
(2002)
Wormwood: Curious Stories from the Bible est le titre d'un album des Residents.

## Titres
1. In the Beginning - (2:57), évoque la création du monde, entièrement instrumental.
2. Fire Fall - (3:34), évoque Lot fuyant Sodome en flammes.
3. They Are The Meat - (2:40), évoque les visions d'Ézéchiel.
4. Melancholy Clumps - (1:48), évoque l'arche de Noé.
5. How To Get A Head - (4:05), Salomé et la tête de Jean Baptiste.
6. Cain And Abel - (3:34), Caïn et Abel.
7. Mr. Misery - (2:19),
8. Tent Peg In the Temple - (2:54),
9. God's Magic Finger - (2:41),
10. Spilling The Seed - (2:44),
11. Dinah and the Unclean Skin - (2:52),
12. Bathsheba Bathes - (2:52),
13. Bridegroom of Blood - (4:57),
14. Hanging by His Hair - (2:33),
15. The Seven Ugly Cows - (2:34),
16. Burn Baby Burn - (2:59),
17. KILL HIM! - (2:39),
18. I Hate Heaven - (2:50),
19. Judas Saves - (3:55),
20. Revelation - (5:38), évoque l'Apocalypse de Jean (chapitres 4 à 22), entièrement instrumental.